# Вища королівська школа драматичного мистецтва
Вища королівська школа драматичного мистецтва (ісп. Real Escuela Superior de Arte Dramático (RESAD)) — вищий державний театральний навчальний заклад у Мадриді Іспанії. Заснований у 1831 році.
У 1880-х роках став провідним навчальним закладом з театрального мистецтва в Іспанії.
Королівськими указами в 1992 році встановлені навчальні плани з режисури, драматургії, сценографії та акторської майстерності.

## Видатні випускники
- Бланка Портільйо
- Хав'єр Камара
- Анхела Моліна
- Барбара Ленні